# Northern Lights (livro)
Northern Lights (A Bússola de Ouro, no Brasil; Os Reinos do Norte, em Portugal) é um romance inglês de fantasia e ficção científica escrito por Philip Pullman, originalmente publicado em 9 de julho de 1995. Situado em um universo paralelo, a história acompanha a jovem Lyra Belacqua, que vai para o Ártico em busca de seu amigo desaparecido, Roger Parslow, e seu tio preso, Lorde Asriel, que vem conduzindo experimentos com uma substância misteriosa conhecida como "Pó". O livro envolve elementos de fantasia, como feiticeiras e ursos-polares falantes, e faz alusão a uma ampla gama de ideias de campos, como a física, filosofia e teologia.
O livro é o primeiro volume da trilogia His Dark Materials (Fronteiras do UniversoPT-BR / Mundos ParalelosPT-PT). Foi adaptado para o cinema em 2007 pela New Line Cinema em um filme intitulado A Bússola de OuroPT-BR / A Bússola DouradaPT-PT e como um jogo eletrônico complementar. O livro também foi adaptado como uma série de televisão intitulada His Dark Materials, que estreou em 2019.

## Enredo
Lyra Belacqua, uma garota de 11 anos de idade, e seu daemon, Pantalaimon, testemunham escondidos uma palestra de Lorde Asriel, seu tio, vindo a aprender sobre a existência do "Pó". A palestra desperta o interesse de Lyra na exploração do Ártico quando Asriel revela imagens do panorama de uma cidade em algum universo paralelo que pode ser vista através da aurora boreal. Depois que Asriel deixa Jordan, sendo bem sucedido em seu esforço para conseguir apoio financeiro para uma expedição, Lyra se dá conta do desaparecimento de seu melhor amigo, Roger Parslow, e atribui esse fato aos Globbers, um grupo misterioso que tem sido relatado a sequestrar crianças em toda a Inglaterra, supostamente para fins de tortura ou experimentação. Ela também vem a conhecer a Sra. Coulter, uma bela, encantadora e misteriosa mulher, e concorda quando convidada para ir viver com ela. Antes de Lyra partir, porém, o Reitor da Faculdade Jordan, aonde ela vive, lhe dá um aletiômetro, um "contador da verdade".
Depois de viver várias semanas com a Sra. Coulter, Lyra descobre que ela é a líder do Conselho Geral de Oblação, uma secreta organização mantida pelo Magisterium que sequestra crianças para fins obscuros, e os verdadeiros "Globbers". Horrorizada com a revelação, Lyra foge e é resgatada pelos gípcios, um grupo de nômades que vivem em embarcações. O Gípcios acabam por revelar que Lorde Asriel e a Sra. Coulter são de fato os verdadeiros pai e mãe de Lyra. Os Gípcios foram os mais atingidos pelas atividades de sequestro dos Gobblers e, durante uma reunião de emergência com outros clãs Gípcios, acabam por planejar uma expedição ao Ártico para salvar todas as crianças desaparecidas, incluindo Roger. Em uma parada em Trollesund, Lyra conhece Iorek Byrnison, um panserbjørne, cuja armadura foi roubada pelos moradores, e sem ela, ele é obrigado a servidão eterna com o vilarejo. Lyra usa o aletiômetro para localizar a armadura e em troca ele e um velho amigo seu, um aeróstata chamado Lee Scoresby, concordam em ajudá-la em sua jornada. Ela também descobre que Lorde Asriel está sendo mantido em exílio em Svalbard pelo Magisterium, que o considera uma ameaça. Ainda em Trollesund, o Cônsul das feiticeiras diz aos Gípcios que há uma profecia sobre o destino de Lyra, do qual ela não deve saber, e que os clãs das feiticeiras estão escolhendo os lados, em preparação para uma grande guerra iminente.
Eles seguem para Bolvangar, no norte, o lugar aonde os Globbers mantém as crianças sequestradas. Guiada pelo aletiômetro, Lyra se desvia para uma aldeia e encontra, para seu horror, um menino que foi cortado de seu daemon. Assim, Lyra descobre que os Globbers estão cortando o vínculo entre o ser humano e o daemon (um processo chamado "intercisão") na tentativa de dividir o corpo da alma, e assim, destruir o pecado. Apesar de Lyra trazer o menino de volta para os Gípcios, o dano devastador causado pela intercisão o leva a morte. No deserto ártico, o grupo é atacado por caçadores de recompensas que sequestram Lyra. Ela é levada diretamente para Bolvangar, aonde localiza Roger e elabora um plano para todas as crianças escaparem, sabendo através do aletiômetro que os Gípcios ainda estão a caminho. Lyra acaba por ser pega espionando, é decidido pelos membros de Bolvangar que ela deve ser silenciada através da intercisão. No entanto, ela é resgatada no último momento pela Sra. Coulter, que está chocada com sua presença no local. Lyra consegue se desvencilhar e fugir, tendo assim tempo suficiente para ativar o alarme de emergência do local. No tumulto da situação, Bolvangar entra em chamas, mas Lyra é capaz de levar todas as crianças para o lado de fora. Lá, Lee Scoresby, Iorek Byrnison, os Gípcios e seus novos aliados, a feiticeira Serafina Pekkala e seu clã, lutam contra os guardas de Bolvangar, eventualmente vencendo. Lyra e Roger partem no balão de Lee, junto com Serafina. Ela também descobre que os Gípcios conseguiram salvar todas as crianças do local.
Determinada a entregar o aletiômetro a Asriel, Lyra orienta para que sigam em direção a Svalbard. No entanto, ela cai para fora do cesto e é levada pelos panserbjørnes para sua fortaleza. Embora feita prisioneira, Lyra é capaz de enganar o urso-rei, Iofur Raknison, ao fazê-lo concordar em lutar com Iorek. Chegando ao castelo para resgatar Lyra, Iorek luta e mata Iofur, se tornando, portanto, rei. Lyra, agora apelidada de "Lyra da Língua Mágica" por Iorek como um símbolo por sua capacidade de conseguir enganar Iofur, viaja com ele e Roger para a casa aonde Lorde Asriel está sendo mantido preso. Apesar de ser exilado, Asriel é tão influente que conseguiu todo o equipamento necessário para continuar sua pesquisa sobre o Pó. Ele explica a Lyra tudo o que sabe sobre o tema, incluindo a visão da Igreja sobre como o Pó é a manifestação física do pecado, e a sua crença de que o Pó está de alguma forma relacionado com a fonte da morte, além da existência de universos paralelos de onde o Pó se origina, e seu objetivo final: visitar esse outros universos, encontrar a fonte do Pó e destruí-la, aniquilando o poder do Magisterium e de todas as Igrejas de todos os mundos. Lyra adormece, e Asriel cumpre sua grande experiência trazendo consigo o equipamento científico e sequestrando Roger. Lyra desperta e, junto com Iorek, persegue-os.
O processo de intercisão libera uma quantidade absurda de energia, que é precisamente o que Lorde Asriel precisa para completar sua tarefa. Lyra é incapaz de salvar Roger no tempo, e ele falece durante o processo de intercisão. Sua morte, porém, fornece a energia suficiente para rasgar o tecido do espaço-tempo e, através da aurora boreal, abrir uma ponte para um universo paralelo. Lorde Asriel, então, atravessa a ponte e desaparece. Devastada com o falecimento de Roger e profundamente decepcionada com o pai, Lyra decide que Pó, ao contrário do que todos pensam, deve ser algo bom e não mal. Ela e seu daemon, Pantalaimon, prometem descobrir toda a verdade e parar Asriel. Eles, então, segui-lo através da abertura no céu.

## Personagens principais
- Lyra Belacqua
- Iorek Byrnison
- Lee Scoresby
- Marisa Coulter
- Lorde Asriel
- Roger Parslow
- John Faa
- Farder Coram
- Serafina Pekkala

## Título
Inicialmente, o autor Philip Pullman planejava que a série fosse intitulada The Golden Compasses, o que, em português, seria o equivalente a Os Compassos Dourados (a palavra compass, em inglês, pode significar tanto bússola quanto compasso). Pullman, no entanto, se decidiu pelo título Northern Lights ("Luzes do Norte" ou "Aurora Boreal") para o primeiro livro da série, e continuou a se referir à trilogia como The Golden Compasses. Posteriormente, porém, Pullman decidiu substituir The Golden Compasses por His Dark Materials ("Seus Materiais Sombrios") como título para a série. Tanto este nome quanto The Golden Compasses vêm de um verso da obra Paraíso Perdido.
No ano seguinte, nos Estados Unidos, em discussões sobre a publicação do primeiro livro, o editor Alfred A. Knopf vinha chamando-o de The Golden Compass (omitindo o plural), que ele equivocadamente supunha se referir ao aletiômetro de Lyra, já que o objeto superficialmente se parece com uma bússola. Segundo Pullman, o editor tinha ficado tão afeiçoado ao nome The Golden Compass que insistiu em publicar o primeiro livro da série sob este título na edição americana, em lugar de Northern Lights.

## Controvérsia
O livro gerou polêmica por alegadamente retratar de maneira negativa a Igreja e a religião. Alguns críticos veem a trilogia de Pullman como uma refutação direta à série As Crônicas de Nárnia, notória por seu teor religioso e alusões ao cristianismo.
As críticas da parte de instituições religiosas, principalmente nos Estados Unidos (onde até mesmo boicotes foram organizados), contribuíram grandemente para o baixo arrecadamento do filme no dito país. Em contraste, o filme foi um grande sucesso no resto do mundo.
Apesar da controvérsia, o livro rendeu ao autor prêmios como The Guardian Children’s Fiction Prize, Carnegie Prize e a indicação da Publishers Weekly como o melhor livro de 1996 para público jovem.

## Adaptação para o cinema

Cartaz de lançamento do filme.

Em 2002, a New Line Cinema comprou os direitos autorais da série e iniciou a adaptação de Northern Lights. O resultado foi o filme The Golden Compass, lançado em 2007.

## Outras adaptações
Em 2015 rede britânica BBC One adquiriu os direitos de His Dark Materials. A rede encomendou uma temporada da série His Dark Materials, inspirada na saga literária de mesmo título do autor Philip Pullman. Bad Wolf Productions liderará o projeto. Serão 8 episódios para um total de 4, ou 5 temporadas. O autor Phillip Pullman é assinado como produtor. 
A série já estreou em 2019 pelo canal HBO: https://super.abril.com.br/cultura/his-dark-materials-conheca-a-historia-da-nova-serie-da-hbo/.